# Cristóbal de Sotelo
Cristóbal de Sotelo (n. Corona castellana, ca. 1496 – Cuzco, Virreinato del Perú, mediados de 1542) fue un militar español que actuó en la conquista del Perú y en las guerras civiles entre los conquistadores. Se hizo notar por su inteligencia en cuestiones de estrategia militar, por su inclinación a la disciplina y por su temperamento pacificador.
A principios de 1542 fue asignado por Diego de Almagro el Mozo, gobernador fáctico del Perú, como su teniente de gobernador general del Cuzco, pero ocuparía el puesto solo medio año por haber sido asesinado por García de Alvarado.

## Biografía hasta su mandato en el Cuzco

### Origen familiar y primeros años
Nada sabemos de su lugar de origen, de su familia, ni de sus antecedentes, solo que habría nacido hacia 1496 en alguna parte de la Corona castellana.

### Amigo y partidario de Almagro el Viejo
En 1536 salió del Cuzco con el general Rodrigo Orgóñez y algunos soldados, para reforzar a Diego de Almagro en su expedición a Chile, participando a lo largo de tan penosa y estéril jornada.
De retorno al Cuzco, estuvo entre los cabecillas almagristas que ocuparon la ciudad imperial y apresaron a los hermanos Hernando y Gonzalo Pizarro en abril de 1537. Luego tuvo una notable actuación en la batalla de Abancay, donde al frente de un contingente cruzó uno de los vados del río. Allí fue derrotado y capturado el capitán pizarrista Alonso de Alvarado el 12 de julio de 1537.
Ganada ya la confianza de Diego de Almagro, fue considerado como uno de sus más inteligentes lugartenientes, cuya opinión era siempre escuchada en los consejos de guerra. Aconsejó que mientras el emperador Carlos V decidía la demarcación de los límites de las gobernaciones, principal motivo de la disputa entre Pizarro y Almagro, los partidarios de este último deberían permanecer concentrados en el Cuzco. Pero en esta ocasión, Almagro siguió el consejo de su lugarteniente Rodrigo Orgóñez, quien lo convenció de bajar a la costa y abrir campaña contra los pizarristas. 
Sotelo figuró en la comitiva de Diego de Almagro que fue a encontrarse con Pizarro en Mala para negociar un entendimiento. No se logró ningún acuerdo por la deslealtad de Pizarro, fugando apresuradamente Almagro al enterarse de que se le quería tender una emboscada. En nuevas negociaciones realizadas se llegó al siguiente acuerdo: Pizarro aceptaba que su antiguo socio continuara ocupando el Cuzco, hasta que el rey diera el veredicto final; a cambio de esa concesión pidió la liberación de su hermano Hernando Pizarro. Lo que fue aceptado por Almagro, decisión esta que fue un trágico error.
No bien quedó libre, Hernando Pizarro tomó el mando del ejército pizarrista y reinició la guerra contra los almagristas, quienes apresuradamente marcharon de vuelta al Cuzco. En su avance a la sierra, los pizarristas se apoderaron de los pasos del Huaytará por el descuido de los almagristas encargados de su custodia y porque se envió tarde a Sotelo para reforzarlo.
Este trató de recuperar las posiciones perdidas y luego avanzar contra Lima, pero no se le hizo caso. Diego de Almagro continuó su marcha al Cuzco donde se alistó para presentar batalla a Hernando Pizarro. Ella se produjo en el campo de Las Salinas del 6 de abril de 1538. Allí luchó valientemente Sotelo, pero no pudo impedir la derrota y la posterior muerte de Almagro el Viejo.
Tras sufrir una rigurosa prisión en el Cuzco, Sotelo pasó a Lima, donde se sumó al grupo de almagristas que acompañaban a Diego de Almagro el Mozo, hijo del caudillo muerto, siendo uno de los caballeros de la capa, quienes por su extrema pobreza debían compartir la única capa que tenían. 
Al anunciarse la llegada del juez visitador Cristóbal Vaca de Castro, enviado por el rey, los almagristas tuvieron la esperanza de que sus reclamos fueran escuchados y devueltos sus bienes arrebatados. Pero cuando corrió el rumor de que el visitador había sido sobornado por los pizarristas, entonces decidieron asesinar al gobernador-marqués Francisco Pizarro.
Dicho asesinato fue pactado para el día de San Juan de 1541, pero terminó frustrado gracias a la oposición de Sotelo. Este, sin embargo, no pudo evitar que sus correligionarios llevaran a cabo el macabro plan pocos días después, el 26 de junio del mismo año.

## Teniente de gobernador general del Cuzco

### Lugarteniente almagrista
Tras la proclamación de facto de Almagro el Mozo como gobernador del Perú, Sotelo fue nombrado a principios de 1542 como su teniente general y a la vez como teniente de gobernador del Cuzco, desempeñando su cargo con moderación y tratando de aquietar los ánimos. Como se empezaban a notar actos de indisciplina entre los almagristas, Sotelo advirtió que castigaría severamente a los revoltosos, dejando a la vez en claro que él no había sido del grupo que asesinara al marqués, y que si acompañaba a Almagro el Mozo era por la amistad que había tenido con su padre y que su intención no era rebelarse contra el rey.
Cuando se supo la inminente llegada de Vaca de Castro, quien traía nombramiento real como gobernador del nuevo Virreinato del Perú, se sublevó en el Cuzco Pedro Álvarez Holguín alzando la bandera real. Entonces Almagro el Mozo y los suyos abandonaron Lima y se adentraron a la sierra. Con ellos iba Juan de Rada como capitán general, y Sotelo como jefe de caballería, pero el primero se enfermó en Huarochirí y aconsejó a Almagro que nombrara en su reemplazó a García de Alvarado y Cristóbal de Sotelo, para que dirigieran el ejército en forma conjunta como capitanes generales.
Almagro el Mozo siguió el consejo, sin importarle que ambos oficiales eran completamente disímiles, ya que Sotelo era honrado, moral y organizador, y García de Alvarado, un mozo atrevido, díscolo, inmoral y amigo del desorden.

### Enemistad con García de Alvarado
En Jauja, Sotelo renunció al mando, dejándolo completamente a García de Alvarado y conformándose con ser maese de campo. Poco después falleció Juan de Rada. Alvarado no pudo cumplir la misión de interceptar a Perálvarez y Almagro lo relevó del mando, proclamándose a sí mismo como Capitán General. Luego Almagro quiso comisionar a Alvarado para bajar a Lima a fin de recoger bastimentos, pero Sotelo se opuso pues temió, con razón sobrada, que dicho caudillo cometiera excesos y pillajes. Alvarado cogió entonces gran animosidad contra Sotelo y formó un partido de todos aquellos que eran sus enemigos.
Continuando la marcha, Sotelo se adelantó al Cuzco, mientras García de Alvarado fue enviado a Arequipa. En el Cuzco, Sotelo cambió las autoridades, hizo confiscaciones de bienes y desplegó una asombrosa actividad ordenando la fabricación de cañones, armas, municiones, monturas, etc. Por su parte, Alvarado, después de su incursión en Arequipa, pasó al Cuzco, donde mostró abiertamente el odio que tiempo atrás incubara contra Sotelo.
El detonante de la pelea entre ambos capitanes fue el proceso sumario de los Machines (dos soldados que habían asesinado a otro para robarle sus bienes). García de Alvarado y el capitán Saucedo intercedieron por dichos soldados, pero Sotelo se negó rotundamente a perdonar a los delincuentes; amenazó incluso a Saucedo y se negó a recibir en su casa a Alvarado. Concluida la sumaria, uno de los Machines fue ahorcado. Alvarado determinó entonces vengarse de Cristóbal de Sotelo, quien para caldear más la situación llegó a decir públicamente que los Alvarado poco o nada valían para él.

### Su asesinato en el Cuzco
Estando enfermo en cama, Sotelo recibió la visita de García de Alvarado, a quien acompañaban Juan García de Guadalcanal y Diego Pérez Becerra. Alvarado le exigió satisfacciones por lo mal que había hablado de él; luego de una tenaz discusión, le contestó Sotelo: “No me acuerdo de si he dicho algo de vos, pero si lo he hecho lo vuelvo a repetir, porque siendo quien soy no se me da nada de ningún Alvarado”.
Alvarado echó a mano su espada, y se abalanzó vociferando que lo mataría; Sotelo se levantó entonces de la cama para empuñar su arma, y entre ambos se dieron de estocadas, pese al esfuerzo de los presentes de separarlos. Intervino entonces Garcia de Guadalcanal y cargando sobre Sotelo, lo atravesó con su espada. El crimen causó un gran alboroto en el Cuzco, a mediados del año 1542.